# Orlické Záhoří
 Orlické Záhoří  – wieś przygraniczna w Czechach, w kraju kralovohradeckim.
Duża górska wioska położona około 15 km na południowy zachód od Bystrzycy Kłodzkiej, nad prawym brzegiem Dzikiej Orlicy w Dolinie Dzikiej Orlicy u wschodniego podnóża środkowej części Gór Orlickich (czes. Orlické hory) na wysokości od 690 do 880 m n.p.m. przy granicy z Polską.
Jest to rozległa  miejscowość  stanowiąca  naturalną aglomerację kilku wiosek, osad i odludzi, w Dolinie Dzikiej Orlicy. Są one położone na wschodnim zboczu Gór Orlickich, nad  potokami spływającymi do Dzikiej Orlicy. Aglomerację tworzą: Bedřichovka, Černá Voda, Jadrná, Kunštat, Trčkov i Zelenka.
We wsi można spotkać jeszcze kilka ciekawych architektonicznie obiektów  budownictwa  sudeckiego z XIX wieku. Większość obiektów służy do celów wypoczynkowych.

## Byłe przejście graniczne
Do 21 grudnia 2007 roku funkcjonowało drogowe przejście graniczne Orlické Záhoří - Mostowice, które na mocy układu z Schengen zostało zlikwidowane. Obecnie przekraczać granicę można w dowolnym miejscu.

## Turystyka
- Wieś ma typowy charakter wypoczynkowy, znajdują się tu wyciągi, narciarskie trasy zjazdowe, trasy rowerowe, kilka pensjonatów oraz narciarskie trasy biegowe.
- Kościół św. Jana Chrzciciela zbudowany w latach 1754-1763, z freskami z II połowy XIX wieku. W sezonie turystycznym otwarty codziennie od 10:00 do 12:00.
- W okolicy znajduje się kilka rozległych półdzikich górskich łąk, na których występuje wiele gatunków cennych i ciekawych roślin.
- Miejscowość stanowi punkt wyjściowy wycieczek na najwyższe szczyty Gór Orlickich: Wielką Desztnę (czes.Velká Deštná) i Małą Desztnę (czes. Malá Deštná).